# Team Isaac
Das Team Isaac Torgau e.V. ist ein deutscher Radsportverein.
Die Mannschaft des Teams nahm 2007 und 2008 als Continental Team an den UCI Continental Circuits teil. Die meisten Rennen fährt das Team in Deutschland. Sportliche Leiter sind Thomas Rieger, Michael Schiffner und Fritz Fischer. Die Mannschaft wird mit Fahrrädern der Firma Isaac ausgestattet, die auch gleichzeitig Hauptsponsor ist. Seit der Saison 2009 bestreitet das Team Isaac als Vereinsmannschaft Rennen.
Das Team wird mit Isaac-Rädern ausgestattet.

## Saison 2009

### Erfolge 2009
| Datum            | Rennen                                      | Ergebnis      | Fahrer           |
| ---------------- | ------------------------------------------- | ------------- | ---------------- |
| 7. Dezember 2008 | LVM Sachsen – 5. Gelenauer Querfeldeinpreis | Landesmeister | Karsten Volkmann |

## Saison 2008

### Erfolge in der Europe Tour
| Datum      | Rennen                  | Fahrer           |
| ---------- | ----------------------- | ---------------- |
| 24. August | Rund um den Sachsenring | Karsten Volkmann |

## Team 2008

### Zugänge – Abgänge
| Zugänge                       | Team 2007               | Abgänge        | Team 2008 |
| ----------------------------- | ----------------------- | -------------- | --------- |
| Marco Kiritschenko            | Notebooksbilliger.de    | Florian Fromm  | Unbekannt |
| Jens Hentschel                | Neoprofi                | Silvio Knop    | Unbekannt |
| Sebastian Prengel (ab 15.05.) | Storez Ledecq Materiaux | Daniel Strauch | Unbekannt |
|                               |                         | Henri Werner   | Unbekannt |

### Mannschaft
| Name               | Geburtstag        | Nationalität | Team 2009         |
| ------------------ | ----------------- | ------------ | ----------------- |
| Tobias Doerrer     | 6. März 1969      | Deutschland  |                   |
| Jens Hentschel     |                   | Deutschland  |                   |
| Marco Kiritschenko | 9. April 1982     | Deutschland  |                   |
| Hans Koch          | 7. Dezember 1985  | Deutschland  |                   |
| Björn Mauersberger | 21. Juni 1982     | Deutschland  |                   |
| Sebastian Prengel  | 16. Dezember 1980 | Deutschland  | KTM-Junkers       |
| Karsten Rieger     | 18. November 1983 | Deutschland  | Team Isaac Torgau |
| Patrick Schubert   | 21. März 1984     | Deutschland  | Team Isaac Torgau |
| Karsten Volkmann   | 1. September 1978 | Deutschland  | Team Isaac Torgau |
| Steffen Wust       | 27. November 1975 | Deutschland  |                   |

## Team 2010

### Zugänge – Abgänge
| Zugänge           | Team 2009           | Abgänge            | Team 2010               |
| ----------------- | ------------------- | ------------------ | ----------------------- |
| Thomas Becker     | SC DHfK Leipzig     | Fabian Pohl        | Team Highworks BH Bikes |
| Sven Forberger    | Dresdner SC         | Marco Kiritschenko | Team Highworks BH Bikes |
| Stephan Klingner  | Stadler Racing Team | Mathias Wiele      | Jenatec Cycling         |
| Ronny Freiesleben | Stadler Racing Team | Patrick Schubert   | DHL-Author              |
| Sven Gonschorek   | RSV AC Leipzig      |                    |                         |

### Mannschaft
| Name              | Geburtstag        | Nationalität |
| ----------------- | ----------------- | ------------ |
| Thomas Becker     | 19. Dezember 1971 | Deutschland  |
| Tobias Doerrer    | 6. März 1969      | Deutschland  |
| Jens Hentschel    | 25. Juli 1974     | Deutschland  |
| Sven Forberger    | 9. April 1982     | Deutschland  |
| Ronny Freiesleben | 14. April 1987    | Deutschland  |
| Sven Gonschorek   | 18. Mai 1971      | Deutschland  |
| Stephan Klingner  | 8. März 1987      | Deutschland  |
| Karsten Rieger    | 18. November 1983 | Deutschland  |
| Sebastian Schalk  | 14. Februar 1984  | Deutschland  |
| Karsten Volkmann  | 1. September 1978 | Deutschland  |